# В (слово ћирилице)
В в (В&nbsp;в; искошено: ) је ћириличко слово, еквивалент латиничном слову  и грчком слову бета (Β β).

## Историја
Слово В, као и слово Б, настало је од грчког слова бете (Β β), које је представљало /v/.
У старословенској азбуци је имало име вѣдѣ, што је значило »знам«.
У ћириличком бројевном систему, слово В је имало вредност броја 2.

## Облик
Велико ћириличко слово В (лат. V) истог је облика као велико латиничко слово B (ћир. Б).

## Употреба
Најчешће представља звучни уснено-зубни фрикатив , али:
У руском и бугарском, на крају речи или пред безвучним сугласником, представља безвучно /f/, а пре самогласника који врши палатализацију представља /vʲ/.
У стандардном украјинском, слово  на крају речи изговара се као /w/.
Неки Украјинци овако изговарају слово В и кад стоји иза сугласника, а неки у било ком положају. У источној Украјини, слово  на крају речи може представљати безвучно /f/ (ово се сматра русизмом, јер се у стандардном украјинском обезвучавање сугласника на крају речи не врши); нпр., стандардни изговор речи  »«  („он је рекао”) је /skazaw/, али у источној Украјини, та реч би се највероватније изговорила као /skazaf/.
У белоруском, слово  представља звук /v/. Пред сугласником и на крају речи, прелази у кратко у (Ў ў), које представља /w/; нпр., белоруска реч за »језик« је „мова”, али њен придевски облик је „моўны”, а генитив множине (настаје уклањањем крајњег ⟨а⟩) је „моў”.
У русинском, слово В представља глас /v/, а на крају речи глас /w/.
У српском, слово  представља гласове /ʋ/ или /v/, у зависности од говорника. 
У македонском, слово В представља /ʋ/, али на крају речи представља /f/, нпр.,  „бев” (»бех«) [bɛf].
У монголском, калмичком и дунганском, слово В се употребљава за /w/.

## Слична и сродна слова
- Β β : Грчко слово бета
- : , слово ћирилице
- : , слово латинице
- : , слово латинице
- : , слово латинице

## Рачунарско кодирање карактера
| Знак                      | В                          | В                          | в                        | в                        |
| ------------------------- | -------------------------- | -------------------------- | ------------------------ | ------------------------ |
| Назив у Уникоду           | CYRILLIC CAPITAL LETTER VE | CYRILLIC CAPITAL LETTER VE | CYRILLIC SMALL LETTER VE | CYRILLIC SMALL LETTER VE |
| Врста кодирања            | децимална                  | хексадецимална             | децимална                | хексадецимална           |
| Уникод                    | 1042                       | U+0412                     | 1074                     | U+0432                   |
| UTF-8                     | 208 146                    | D0 92                      | 208 178                  | D0 B2                    |
| Нумеричка референца знака | &#1042;                    | &#x412;                    | &#1074;                  | &#x432;                  |
| KOI8-R and KOI8-U         | 247                        | F7                         | 215                      | D7                       |
| CP 855                    | 236                        | EC                         | 235                      | EB                       |
| Windows-1251              | 194                        | C2                         | 226                      | E2                       |
| ISO-8859-5                | 178                        | B2                         | 210                      | D2                       |
| Mac Cyrillic              | 130                        | 82                         | 226                      | E2                       |